# Luis Ignacio Quinteros
Luis Ignacio Quinteros Gasset (Santiago, 23 de abril de 1979) es un exfutbolista chileno y director técnico profesional. Jugaba de delantero.

## Selección nacional
Fue convocado por la selección chilena, participando de las Eliminatorias a la Copa del Mundo de Alemania 2006 en dos partidos, sin marcar goles.

### Participaciones en Clasificatorias a Copas del Mundo
| Eliminatorias               | País     | Resultado | Posición | PJ | Goles |
| --------------------------- | -------- | --------- | -------- | -- | ----- |
| Eliminatorias Alemania 2006 | Alemania | Eliminado | 7º       | 2  | 0     |

### Partidos internacionales
| Partidos internacionales | Partidos internacionales | Partidos internacionales                                  | Partidos internacionales | Partidos internacionales | Partidos internacionales | Partidos internacionales | Partidos internacionales | Partidos internacionales | Partidos internacionales        |
| N.º                      | Fecha                    | Estadio                                                   | Local                    | Resultado                | Visitante                | Goles                    | Asistencias              | DT                       | Competición                     |
| ------------------------ | ------------------------ | --------------------------------------------------------- | ------------------------ | ------------------------ | ------------------------ | ------------------------ | ------------------------ | ------------------------ | ------------------------------- |
| 1                        | 10 de octubre de 2004    | Estadio Olímpico Atahualpa, Quito, Ecuador                | Ecuador                  | 2-0                      | Chile                    |                          |                          | Juvenal Olmos            | Clasificatorias a Alemania 2006 |
| 2                        | 13 de octubre de 2004    | Estadio Nacional Julio Martínez Prádanos, Santiago, Chile | Chile                    | 0-0                      | Argentina                |                          |                          | Juvenal Olmos            | Clasificatorias a Alemania 2006 |
| Total                    | Total                    | Total                                                     | Presencias               | 2                        | Goles                    | 0                        |                          |                          |                                 |

| Selección chilena | Selección chilena | Selección chilena |
| Año               | Partidos          | Goles             |
| ----------------- | ----------------- | ----------------- |
| 2004              | 2                 | 0                 |
| Total             | 2                 | 0                 |

## Clubes
| Club                       | País      | Año       |
| -------------------------- | --------- | --------- |
| Colo Colo                  | Chile     | 1996-2003 |
| → Deportes Temuco (cedido) | Chile     | 2001      |
| Puebla                     | México    | 2003-2005 |
| Universidad Católica       | Chile     | 2005-2006 |
| León                       | México    | 2006-2007 |
| Colón de Santa Fe          | Argentina | 2007      |
| Gimnasia y Esgrima         | Argentina | 2008      |
| Huachipato                 | Chile     | 2009      |
| Unión Temuco               | Chile     | 2010-2011 |

## Palmarés

### Campeonatos nacionales
| Título           | Club                 | País  | Año    |
| ---------------- | -------------------- | ----- | ------ |
| Primera División | Colo-Colo            | Chile | 1998   |
| Primera B        | Deportes Temuco      | Chile | 2001   |
| Primera División | Colo-Colo            | Chile | 2002-C |
| Primera División | Universidad Católica | Chile | 2005-C |

- Datos: Q9025135